# يو إف سي ليلة القتال: نزيتشوكو ضد كويلابا
يو إف سي ليلة القتال: نزيتشوكو ضد كويلابا (بالإنجليزية: UFC Fight Night: Nzechukwu vs. Cuțelaba)‏ هو حدث لفنون القتال المختلطة نظمته يو إف سي، أُقيم في 19 نوفمبر 2022، على يو إف سي أبيكس في إنتربرايز، نيفادا، وهي جزء من منطقة لاس فيغاس الحضرية، الولايات المتحدة.